# Joachim Streich
Joachim Streich (Wismar, 13 april 1951 – Leipzig, 16 april 2022) was een Duitse voetballer. De aanvaller speelde – inclusief olympische duels – 102 interlands voor het voetbalelftal van de Duitse Democratische Republiek. Hij heeft enkele records op zijn naam staan die niet meer verbroken kunnen worden. Met 229 goals in de DDR-Oberliga is hij de topschutter aller tijden. Hij is recordhouder van het aantal gespeelde Oost-Duitse interlands en is ook topschutter van het nationaal elftal met 55 goals. Hij werd twee keer verkozen tot Oost-Duits voetballer van het jaar.

## Biografie

### Clubvoetbal
Streich begon zijn carrière bij BSG Aufbau Wismar dat in 1961 opging in TSG Wismar. Op 16-jarige leeftijd ging hij naar de grootste club van het district FC Hansa Rostock en speelde daar twee jaar bij de junioren en werd in 1968 kampioen met de junioren. Vanaf seizoen 1969/70 werd hij in de eerste ploeg opgenomen van Hansa. Zijn eerste wedstrijd was tegen Dynamo Dresden. Met acht goals werd hij al in zijn eerste jaar clubtopschutter. In zijn laatste seizoen bij Rostock in 1975 miste hij op de laatste speeldag een penalty tegen Vörwärts Stralsund, dat al veroordeeld was tot degradatie. De wedstrijd eindigde op 1:1 en hierdoor degradeerde ook Rostock.
Na dit seizoen verhuisde hij naar 1. FC Magdeburg dat net kampioen geworden was. Al in zijn eerste seizoen werd hij samen met Jürgen Sparwasser topschutter van zijn club met 13 goals. Streich zou tien keer de topschutter van FCM worden en was in 1977, 1979, 1981 en 1983 ook topschutter van de Oberliga.
Hij won ook drie keer de beker met Magdeburg. In de finale van 1983 tegen FC Karl-Marx-Stadt scoorde hij twee van de vier goals. In 1979 en 1983 werd hij verkozen tot voetballer van het jaar. Streich had het geluk dat hij nooit lang geblesseerd was en speelde dus elk seizoen veel wedstrijden. In zijn laatste seizoen van 1985 speelde hij nog 24 van de 26 wedstrijden en was met 18 goals nog topschutter van de club. Na tien jaar Magdeburg had hij 237 wedstrijden in de Oberliga gespeeld en 38 in de beker of bij Europese wedstrijden. Hij maakte 216 goals in wedstrijden met inzet.

### International
Door de goede resultaten met de jeugd van Hansa werd hij ook al opgenomen in de selectie van de junioren van de nationale ploeg. In zijn eerste wedstrijd tegen Cuba scoorde Streich de 2:0. Tot 1969 speelde hij in 15 interlands mee. Bij het UEFA-jeugdtoernooi van 1969 behaalde hij met zijn team de tweede plaats.
Op zijn negentiende speelde hij al in het eerste elftal van de nationale ploeg. In een wedstrijd tegen Irak werd hij in de tweede helft ingewisseld voor Jürgen Sparwasser. Hierna duurde het bijna twee jaar voordat hij zijn volgende interland speelde, maar werd dan wel een vaste waarde. In 1972 werd hij opgenomen in de selectie voor de Olympische Spelen. Hij werd in acht kwalificatie- en eindrondewedstrijden ingezet en scoorde zes keer. Het team won uiteindelijk de bronzen medaille.
Twee jaar later nam hij ook deel aan de enige eindronde van het WK waar Oost-Duitsland zich voor plaatste. Hij speelde mee in vier wedstrijden en scoorde twee keer, maar werd om tactische redenen niet opgesteld in de historische zege (1:0) tegen rivaal West-Duitsland. Op 12 september 1984 speelde hij in Wembley tegen Engeland zijn honderdste interland. Op 20 oktober 1984 speelde hij zijn laatste interland tegen Joegoslavië. In 1999 wijzigde de FIFA de reglementen waardoor de vier Olympische wedstrijden van Streich ingetrokken werden en hij eigenlijk maar 98 interlands speelde, maar desalniettemin telt de DFB deze duels wel als officiële wedstrijden.
| Interlands van Joachim Streich voor Duitse Democratische Republiek | Interlands van Joachim Streich voor Duitse Democratische Republiek | Interlands van Joachim Streich voor Duitse Democratische Republiek | Interlands van Joachim Streich voor Duitse Democratische Republiek | Interlands van Joachim Streich voor Duitse Democratische Republiek | Interlands van Joachim Streich voor Duitse Democratische Republiek |
| №                                                                  | Datum                                                              | Wedstrijd                                                          | Uitslag                                                            | Competitie                                                         | Goals                                                              |
| ------------------------------------------------------------------ | ------------------------------------------------------------------ | ------------------------------------------------------------------ | ------------------------------------------------------------------ | ------------------------------------------------------------------ | ------------------------------------------------------------------ |
| 1                                                                  | 08.12.1969                                                         | Irak – Duitse Democratische Republiek                              | 1 – 1                                                              | Oefeninterland                                                     |                                                                    |
| 2                                                                  | 18.09.1971                                                         | Duitse Democratische Republiek – Mexico                            | 1 – 1                                                              | Oefeninterland                                                     |                                                                    |
| 3                                                                  | 25.09.1971                                                         | Duitse Democratische Republiek – Tsjecho-Slowakije                 | 1 – 1                                                              | Oefeninterland                                                     | Goal                                                               |
| 4                                                                  | 10.10.1971                                                         | Nederland – Duitse Democratische Republiek                         | 3 – 2                                                              | EK-kwalificatie                                                    |                                                                    |
| 5                                                                  | 16.10.1971                                                         | Joegoslavië – Duitse Democratische Republiek                       | 0 – 0                                                              | EK-kwalificatie                                                    |                                                                    |
| 6                                                                  | 27.05.1972                                                         | Duitse Democratische Republiek – Uruguay                           | 1 – 0                                                              | Oefeninterland                                                     |                                                                    |
| 7                                                                  | 31.05.1972                                                         | Duitse Democratische Republiek – Uruguay                           | 0 – 0                                                              | Oefeninterland                                                     |                                                                    |
| 8                                                                  | 28.08.1972                                                         | Duitse Democratische Republiek – Ghana                             | 4 – 0                                                              | Olympische Spelen                                                  | Goal                                                               |
| 9                                                                  | 30.08.1972                                                         | Colombia – Duitse Democratische Republiek                          | 1 – 6                                                              | Olympische Spelen                                                  |                                                                    |
| 10                                                                 | 01.09.1972                                                         | Polen – Duitse Democratische Republiek                             | 2 – 1                                                              | Olympische Spelen                                                  | Goal                                                               |
| 11                                                                 | 03.09.1972                                                         | Hongarije – Duitse Democratische Republiek                         | 2 – 0                                                              | Olympische Spelen                                                  |                                                                    |
| 12                                                                 | 06.09.1972                                                         | Duitse Democratische Republiek – Mexico                            | 7 – 0                                                              | Olympische Spelen                                                  |                                                                    |
| 13                                                                 | 07.09.1972                                                         | West-Duitsland – Duitse Democratische Republiek                    | 2 – 3                                                              | Olympische Spelen                                                  |                                                                    |
| 14                                                                 | 10.09.1972                                                         | Sovjet-Unie – Duitse Democratische Republiek                       | 2 – 2                                                              | Olympische Spelen                                                  |                                                                    |
| 15                                                                 | 07.10.1972                                                         | Duitse Democratische Republiek – Finland                           | 5 – 0                                                              | WK-kwalificatie                                                    | Goal · Goal                                                        |
| 16                                                                 | 01.11.1972                                                         | Tsjecho-Slowakije – Duitse Democratische Republiek                 | 1 – 3                                                              | Oefeninterland                                                     |                                                                    |
| 17                                                                 | 15.02.1973                                                         | Colombia – Duitse Democratische Republiek                          | 0 – 2                                                              | Oefeninterland                                                     | Goal                                                               |
| 18                                                                 | 08.04.1973                                                         | Duitse Democratische Republiek – Albanië                           | 2 – 0                                                              | WK-kwalificatie                                                    | Goal                                                               |
| 19                                                                 | 18.04.1973                                                         | België – Duitse Democratische Republiek                            | 3 – 0                                                              | Oefeninterland                                                     |                                                                    |
| 20                                                                 | 16.05.1973                                                         | Duitse Democratische Republiek – Hongarije                         | 2 – 1                                                              | Oefeninterland                                                     | Goal · Goal                                                        |
| 21                                                                 | 27.05.1973                                                         | Roemenië – Duitse Democratische Republiek                          | 1 – 0                                                              | WK-kwalificatie                                                    |                                                                    |
| 22                                                                 | 06.06.1973                                                         | Finland – Duitse Democratische Republiek                           | 1 – 5                                                              | WK-kwalificatie                                                    | Goal · Goal                                                        |
| 23                                                                 | 17.07.1973                                                         | IJsland – Duitse Democratische Republiek                           | 1 – 2                                                              | Oefeninterland                                                     |                                                                    |
| 24                                                                 | 19.07.1973                                                         | IJsland – Duitse Democratische Republiek                           | 0 – 2                                                              | Oefeninterland                                                     |                                                                    |
| 25                                                                 | 26.09.1973                                                         | Duitse Democratische Republiek – Roemenië                          | 2 – 0                                                              | WK-kwalificatie                                                    |                                                                    |
| 26                                                                 | 17.10.1973                                                         | Duitse Democratische Republiek – Sovjet-Unie                       | 1 – 0                                                              | Oefeninterland                                                     | Goal                                                               |
| 27                                                                 | 03.11.1973                                                         | Albanië – Duitse Democratische Republiek                           | 1 – 4                                                              | WK-kwalificatie                                                    | Goal · Goal                                                        |
| 28                                                                 | 26.02.1974                                                         | Tunesië – Duitse Democratische Republiek                           | 0 – 4                                                              | Oefeninterland                                                     |                                                                    |
| 29                                                                 | 28.02.1974                                                         | Algerije – Duitse Democratische Republiek                          | 1 – 3                                                              | Oefeninterland                                                     | Goal                                                               |
| 30                                                                 | 13.03.1974                                                         | Duitse Democratische Republiek – België                            | 1 – 0                                                              | Oefeninterland                                                     | Goal                                                               |
| 31                                                                 | 27.03.1974                                                         | Duitse Democratische Republiek – Tsjecho-Slowakije                 | 1 – 0                                                              | Oefeninterland                                                     | Goal                                                               |
| 32                                                                 | 23.05.1974                                                         | Duitse Democratische Republiek – Noorwegen                         | 1 – 0                                                              | Oefeninterland                                                     |                                                                    |
| 33                                                                 | 29.05.1974                                                         | Duitse Democratische Republiek – Engeland                          | 1 – 1                                                              | Oefeninterland                                                     | Goal                                                               |
| 34                                                                 | 14.06.1974                                                         | Duitse Democratische Republiek – Australië                         | 2 – 0                                                              | WK-eindronde                                                       | Goal                                                               |
| 35                                                                 | 18.06.1974                                                         | Chili – Duitse Democratische Republiek                             | 1 – 1                                                              | WK-eindronde                                                       |                                                                    |
| 36                                                                 | 26.06.1974                                                         | Brazilië – Duitse Democratische Republiek                          | 1 – 0                                                              | WK-eindronde                                                       |                                                                    |
| 37                                                                 | 03.07.1974                                                         | Argentinië – Duitse Democratische Republiek                        | 1 – 1                                                              | WK-eindronde                                                       | Goal                                                               |
| 38                                                                 | 04.09.1974                                                         | Polen – Duitse Democratische Republiek                             | 1 – 3                                                              | Oefeninterland                                                     |                                                                    |
| 39                                                                 | 25.09.1974                                                         | Tsjecho-Slowakije – Duitse Democratische Republiek                 | 3 – 1                                                              | Oefeninterland                                                     |                                                                    |
| 40                                                                 | 09.10.1974                                                         | Duitse Democratische Republiek – Canada                            | 2 – 0                                                              | Oefeninterland                                                     |                                                                    |
| 41                                                                 | 12.10.1974                                                         | Duitse Democratische Republiek – IJsland                           | 1 – 1                                                              | EK-kwalificatie                                                    |                                                                    |
| 42                                                                 | 30.10.1974                                                         | Schotland – Duitse Democratische Republiek                         | 3 – 0                                                              | Oefeninterland                                                     |                                                                    |
| 43                                                                 | 07.12.1974                                                         | Duitse Democratische Republiek – België                            | 0 – 0                                                              | EK-kwalificatie                                                    |                                                                    |
| 44                                                                 | 26.03.1975                                                         | Duitse Democratische Republiek – Bulgarije                         | 0 – 0                                                              | Oefeninterland                                                     |                                                                    |
| 45                                                                 | 28.05.1975                                                         | Duitse Democratische Republiek – Polen                             | 1 – 2                                                              | Oefeninterland                                                     |                                                                    |
| 46                                                                 | 05.06.1975                                                         | IJsland – Duitse Democratische Republiek                           | 2 – 1                                                              | EK-kwalificatie                                                    |                                                                    |
| 47                                                                 | 29.07.1975                                                         | Canada – Duitse Democratische Republiek                            | 0 – 3                                                              | Oefeninterland                                                     |                                                                    |
| 48                                                                 | 31.07.1975                                                         | Canada – Duitse Democratische Republiek                            | 1 – 7                                                              | Oefeninterland                                                     | Goal · Goal                                                        |
| 49                                                                 | 03.09.1975                                                         | Sovjet-Unie – Duitse Democratische Republiek                       | 0 – 0                                                              | Oefeninterland                                                     |                                                                    |
| 50                                                                 | 12.10.1975                                                         | Duitse Democratische Republiek – Frankrijk                         | 2 – 1                                                              | EK-kwalificatie                                                    | Goal                                                               |
| 51                                                                 | 27.10.1976                                                         | Bulgarije – Duitse Democratische Republiek                         | 0 – 4                                                              | Oefeninterland                                                     | Goal · Goal                                                        |
| 52                                                                 | 17.11.1976                                                         | Duitse Democratische Republiek – Turkije                           | 1 – 1                                                              | WK-kwalificatie                                                    |                                                                    |
| 53                                                                 | 02.04.1977                                                         | Malta – Duitse Democratische Republiek                             | 0 – 1                                                              | WK-kwalificatie                                                    | Goal                                                               |
| 54                                                                 | 27.04.1977                                                         | Roemenië – Duitse Democratische Republiek                          | 1 – 1                                                              | Oefeninterland                                                     |                                                                    |
| 55                                                                 | 07.09.1977                                                         | Duitse Democratische Republiek – Schotland                         | 1 – 0                                                              | Oefeninterland                                                     |                                                                    |
| 56                                                                 | 29.10.1977                                                         | Duitse Democratische Republiek – Malta                             | 9 – 0                                                              | WK-kwalificatie                                                    | Goal · Goal · Goal                                                 |
| 57                                                                 | 16.11.1977                                                         | Turkije – Duitse Democratische Republiek                           | 1 – 2                                                              | WK-kwalificatie                                                    |                                                                    |
| 58                                                                 | 04.04.1978                                                         | Duitse Democratische Republiek – Zweden                            | 0 – 1                                                              | Oefeninterland                                                     |                                                                    |
| 59                                                                 | 30.11.1978                                                         | Duitse Democratische Republiek – Bulgarije                         | 2 – 2                                                              | Oefeninterland                                                     |                                                                    |
| 60                                                                 | 09.02.1979                                                         | Irak – Duitse Democratische Republiek                              | 1 – 1                                                              | Oefeninterland                                                     | Goal                                                               |
| 61                                                                 | 11.02.1979                                                         | Irak – Duitse Democratische Republiek                              | 2 – 1                                                              | Oefeninterland                                                     |                                                                    |
| 62                                                                 | 28.02.1979                                                         | Bulgarije – Duitse Democratische Republiek                         | 1 – 0                                                              | Oefeninterland                                                     |                                                                    |
| 63                                                                 | 28.03.1979                                                         | Hongarije – Duitse Democratische Republiek                         | 3 – 0                                                              | Oefeninterland                                                     |                                                                    |
| 64                                                                 | 18.04.1979                                                         | Duitse Democratische Republiek – Polen                             | 2 – 1                                                              | EK-kwalificatie                                                    | Goal                                                               |
| 65                                                                 | 05.05.1979                                                         | Zwitserland – Duitse Democratische Republiek                       | 0 – 2                                                              | EK-kwalificatie                                                    | Goal                                                               |
| 66                                                                 | 01.06.1979                                                         | Duitse Democratische Republiek – Roemenië                          | 1 – 0                                                              | Oefeninterland                                                     | Goal                                                               |
| 67                                                                 | 05.09.1979                                                         | Sovjet-Unie – Duitse Democratische Republiek                       | 1 – 0                                                              | Oefeninterland                                                     |                                                                    |
| 68                                                                 | 12.09.1979                                                         | IJsland – Duitse Democratische Republiek                           | 0 – 3                                                              | EK-kwalificatie                                                    | Goal                                                               |
| 69                                                                 | 13.10.1979                                                         | Duitse Democratische Republiek – Zwitserland                       | 5 – 2                                                              | EK-kwalificatie                                                    |                                                                    |
| 70                                                                 | 21.11.1979                                                         | Duitse Democratische Republiek – Nederland                         | 2 – 3                                                              | EK-kwalificatie                                                    | Goal                                                               |
| 71                                                                 | 13.02.1980                                                         | Spanje – Duitse Democratische Republiek                            | 0 – 1                                                              | Oefeninterland                                                     | Goal                                                               |
| 72                                                                 | 02.04.1980                                                         | Roemenië – Duitse Democratische Republiek                          | 2 – 2                                                              | Oefeninterland                                                     | Goal                                                               |
| 73                                                                 | 16.04.1980                                                         | Duitse Democratische Republiek – Griekenland                       | 2 – 0                                                              | Oefeninterland                                                     | Goal                                                               |
| 74                                                                 | 08.10.1980                                                         | Tsjecho-Slowakije – Duitse Democratische Republiek                 | 0 – 1                                                              | Oefeninterland                                                     | Goal                                                               |
| 75                                                                 | 15.10.1980                                                         | Duitse Democratische Republiek – Spanje                            | 0 – 0                                                              | Oefeninterland                                                     |                                                                    |
| 76                                                                 | 19.11.1980                                                         | Duitse Democratische Republiek – Hongarije                         | 2 – 0                                                              | Oefeninterland                                                     | Goal                                                               |
| 77                                                                 | 04.04.1981                                                         | Malta – Duitse Democratische Republiek                             | 1 – 2                                                              | WK-kwalificatie                                                    |                                                                    |
| 78                                                                 | 02.05.1981                                                         | Polen – Duitse Democratische Republiek                             | 1 – 0                                                              | WK-kwalificatie                                                    |                                                                    |
| 79                                                                 | 19.05.1981                                                         | Duitse Democratische Republiek – Cuba                              | 5 – 0                                                              | Oefeninterland                                                     | Goal                                                               |
| 80                                                                 | 10.10.1981                                                         | Duitse Democratische Republiek – Polen                             | 2 – 3                                                              | WK-kwalificatie                                                    | Goal                                                               |
| 81                                                                 | 11.11.1981                                                         | Duitse Democratische Republiek – Malta                             | 5 – 1                                                              | WK-kwalificatie                                                    | Goal · Goal                                                        |
| 82                                                                 | 26.01.1982                                                         | Brazilië – Duitse Democratische Republiek                          | 3 – 1                                                              | Oefeninterland                                                     |                                                                    |
| 83                                                                 | 10.02.1982                                                         | Griekenland – Duitse Democratische Republiek                       | 0 – 1                                                              | Oefeninterland                                                     |                                                                    |
| 84                                                                 | 14.04.1982                                                         | Duitse Democratische Republiek – Italië                            | 1 – 0                                                              | Oefeninterland                                                     |                                                                    |
| 85                                                                 | 05.05.1982                                                         | Sovjet-Unie – Duitse Democratische Republiek                       | 1 – 0                                                              | Oefeninterland                                                     |                                                                    |
| 86                                                                 | 19.05.1982                                                         | Zweden – Duitse Democratische Republiek                            | 2 – 2                                                              | Oefeninterland                                                     |                                                                    |
| 87                                                                 | 08.09.1982                                                         | IJsland – Duitse Democratische Republiek                           | 0 – 1                                                              | Oefeninterland                                                     | Goal                                                               |
| 88                                                                 | 22.09.1982                                                         | Bulgarije – Duitse Democratische Republiek                         | 2 – 2                                                              | Oefeninterland                                                     |                                                                    |
| 89                                                                 | 13.10.1982                                                         | Schotland – Duitse Democratische Republiek                         | 2 – 0                                                              | EK-kwalificatie                                                    |                                                                    |
| 90                                                                 | 10.02.1983                                                         | Tunesië – Duitse Democratische Republiek                           | 0 – 2                                                              | Oefeninterland                                                     | Goal                                                               |
| 91                                                                 | 23.02.1983                                                         | Duitse Democratische Republiek – Griekenland                       | 2 – 1                                                              | Oefeninterland                                                     | Goal                                                               |
| 92                                                                 | 16.03.1983                                                         | Duitse Democratische Republiek – Finland                           | 3 – 1                                                              | Oefeninterland                                                     | Goal                                                               |
| 93                                                                 | 30.03.1983                                                         | Duitse Democratische Republiek – België                            | 1 – 2                                                              | EK-kwalificatie                                                    | Goal                                                               |
| 94                                                                 | 13.04.1983                                                         | Duitse Democratische Republiek – Bulgarije                         | 3 – 0                                                              | Oefeninterland                                                     | Goal                                                               |
| 95                                                                 | 27.04.1983                                                         | België – Duitse Democratische Republiek                            | 2 – 1                                                              | EK-kwalificatie                                                    | Goal                                                               |
| 96                                                                 | 14.05.1983                                                         | Zwitserland – Duitse Democratische Republiek                       | 0 – 0                                                              | EK-kwalificatie                                                    |                                                                    |
| 97                                                                 | 26.07.1983                                                         | Duitse Democratische Republiek – Sovjet-Unie                       | 1 – 3                                                              | Oefeninterland                                                     | Goal                                                               |
| 98                                                                 | 12.10.1983                                                         | Duitse Democratische Republiek – Zwitserland                       | 3 – 0                                                              | EK-kwalificatie                                                    | Goal                                                               |
| 99                                                                 | 16.11.1983                                                         | Duitse Democratische Republiek – Schotland                         | 2 – 1                                                              | EK-kwalificatie                                                    | Goal                                                               |
| 100                                                                | 28.03.1984                                                         | Duitse Democratische Republiek – Tsjecho-Slowakije                 | 2 – 1                                                              | Oefeninterland                                                     |                                                                    |
| 102                                                                | 11.08.1984                                                         | Duitse Democratische Republiek – Mexico                            | 1 – 1                                                              | Oefeninterland                                                     |                                                                    |
| 103                                                                | 29.08.1984                                                         | Duitse Democratische Republiek – Roemenië                          | 2 – 1                                                              | Oefeninterland                                                     |                                                                    |
| 104                                                                | 12.09.1984                                                         | Engeland – Duitse Democratische Republiek                          | 1 – 0                                                              | Oefeninterland                                                     |                                                                    |
| 105                                                                | 10.10.1984                                                         | Duitse Democratische Republiek – Algerije                          | 5 – 2                                                              | Oefeninterland                                                     | Goal                                                               |
| 106                                                                | 20.10.1984                                                         | Duitse Democratische Republiek – Joegoslavië                       | 2 – 3                                                              | WK-kwalificatie                                                    |                                                                    |

### Trainer
Nog tijdens zijn loopbaan als speler behaalde hij een diploma als sportleraar. Nadat de resultaten van Magdeburg in de jaren tachtig begonnen tegen te vallen drong het clubbestuur erop aan om zijn loopbaan te beëindigen en zo trainer te worden van de club. Met lichte tegenzin werd hij na zijn loopbaan als spits meteen trainer. De goede resultaten bleven echter uit. In 1988 werd de club zevende, de slechtste plaats sinds 1970. In zijn laatste seizoen als trainer, in 1990, werd hij derde met de club.
Na de Duitse hereniging was hij de eerste trainer uit de Oberliga die aan de slag ging in West-Duitsland. Hij werd trainer in de partnerstad van Magdeburg, Braunschweig. Nadat Eintracht Braunschweig in degradatiegevaar kwam in de 2. Bundesliga werd hij echter elf speeldagen voor het einde ontslagen. In augustus 1991 keerde hij terug naar Magdeburg dat door de opname van de Oost-Duitse clubs in het westen nog maar in de derde klasse speelde. Toen duidelijk werd dat de club niet zou promoveren werd Streich opnieuw vroegtijdig ontslagen. Hierna werd hij voorzitter van Fortuna Magdeburg en ging in 1996/97 opnieuw aan de slag bij FSV Zwickau, dat in de 2. Bundesliga speelde. Nadat ook dit geen succes werd beëindigde hij zijn voetbalcarrière.

## Overlijden
Streich leed aan MDS. De laatste dagen voor zijn dood werd hij voor een longontsteking opgenomen in een ziekenhuis in Leipzig. Daar overleed hij op 16 april 2022 op 71-jarige leeftijd.